# جولي ميرفي
جولي ميرفي (بالإنجليزية: Julie Murphy)‏ هي مغنية بريطانية، ولدت في 1960 في لندن في المملكة المتحدة.

## وصلات خارجية
- الموقع الرسمي
- جولي ميرفي على موقع ميوزك برينز (الإنجليزية)
- جولي ميرفي على موقع ديسكوغز (الإنجليزية)